# Ретушування зображень

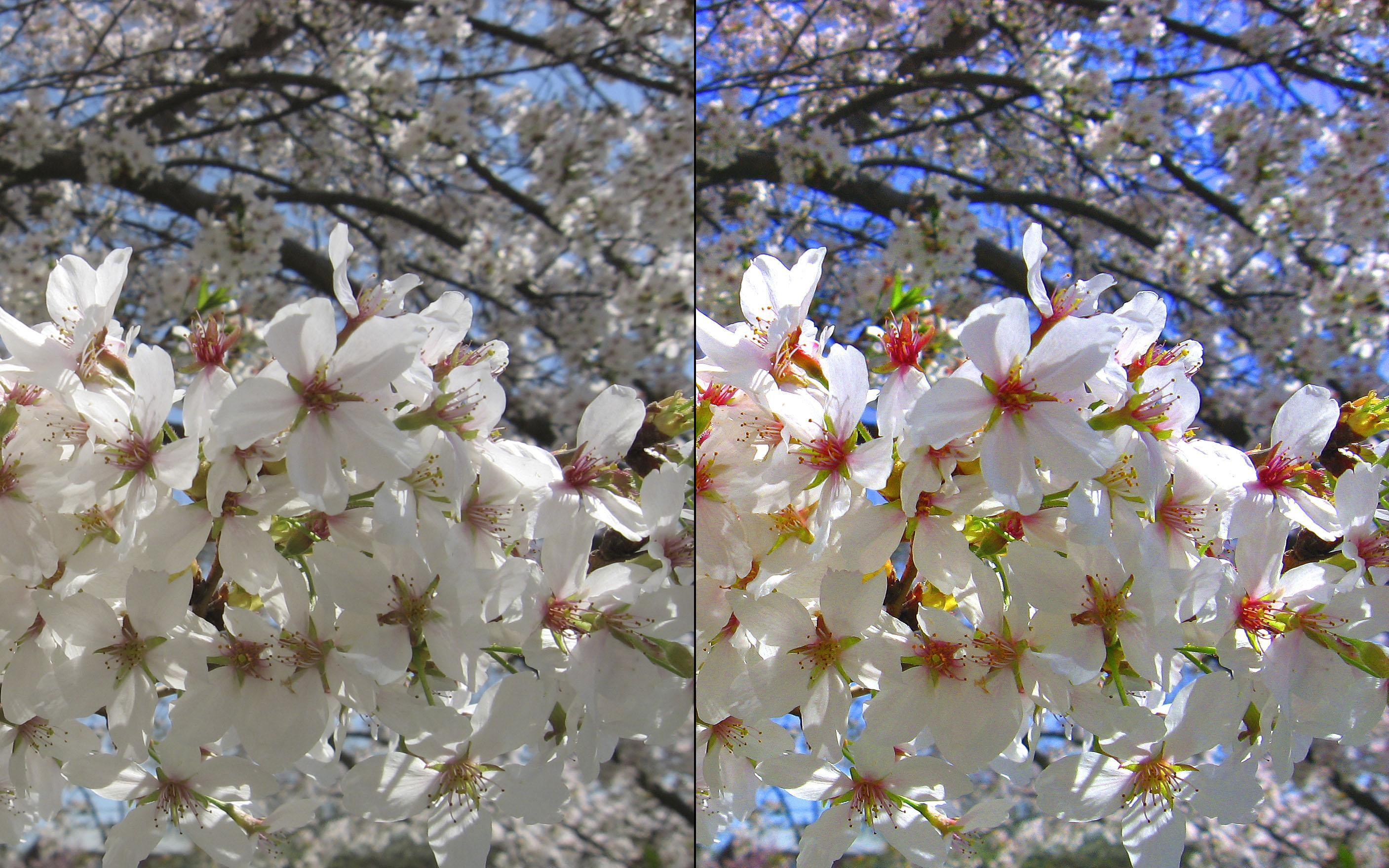
Цифрова корекція насиченості кольору

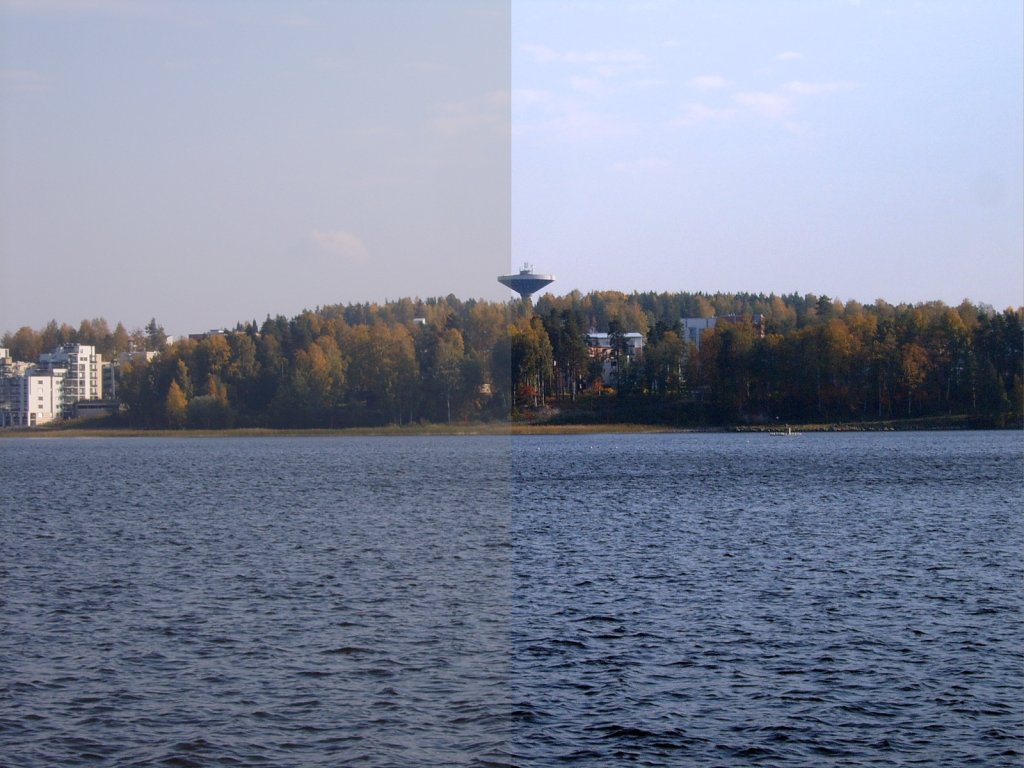
Цифрова корекція контрастності

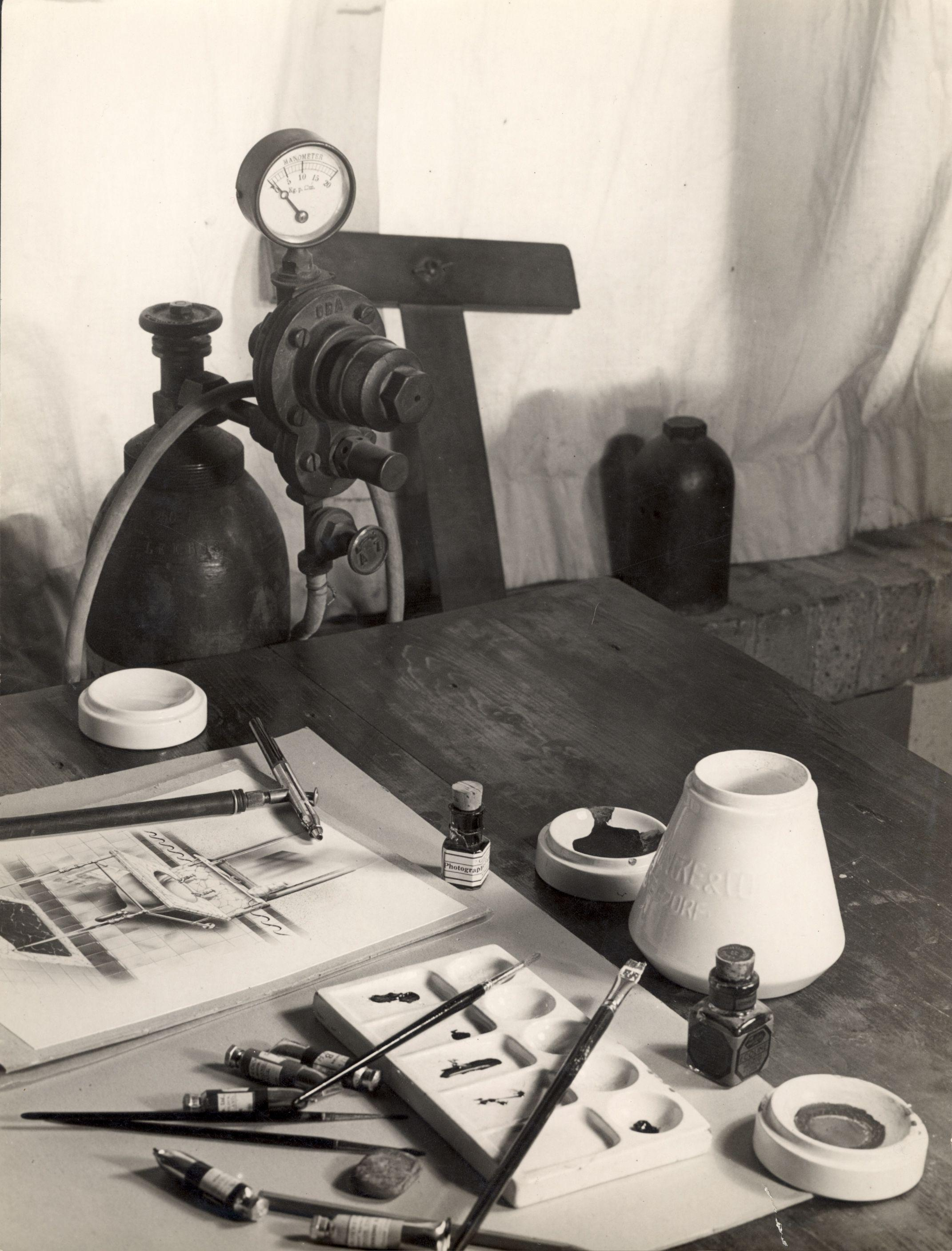
Інструменти для ретушування до появи цифрових технологій

Ретуш (фр. retouche) — виправлення зображень (малюнків, фотознімків тощо) за допомогою програмного забезпечення або промальовуванням їх олівцями чи фарбами, вискоблюванням окремих ділянок або хімічною обробкою. У поліграфії застосовується для підготовки оригіналів і виправлення негативів та діапозитивів, призначених для фотомеханічного виготовлення друкованих форм.

## Цифрові зображення

### Стандартне програмне забезпечення для редагування цифрових зображень

#### Платне
- Adobe Photoshop
- Aperture
- Picasa
- Bibble
- Corel Paint Shop Pro

#### Вільне
- GIMP (GNU Image Manipulation Program)

#### Безкоштовне
- Krita
- Paint
- vso
- Picasa
- PhotoFiltre

## Приклади

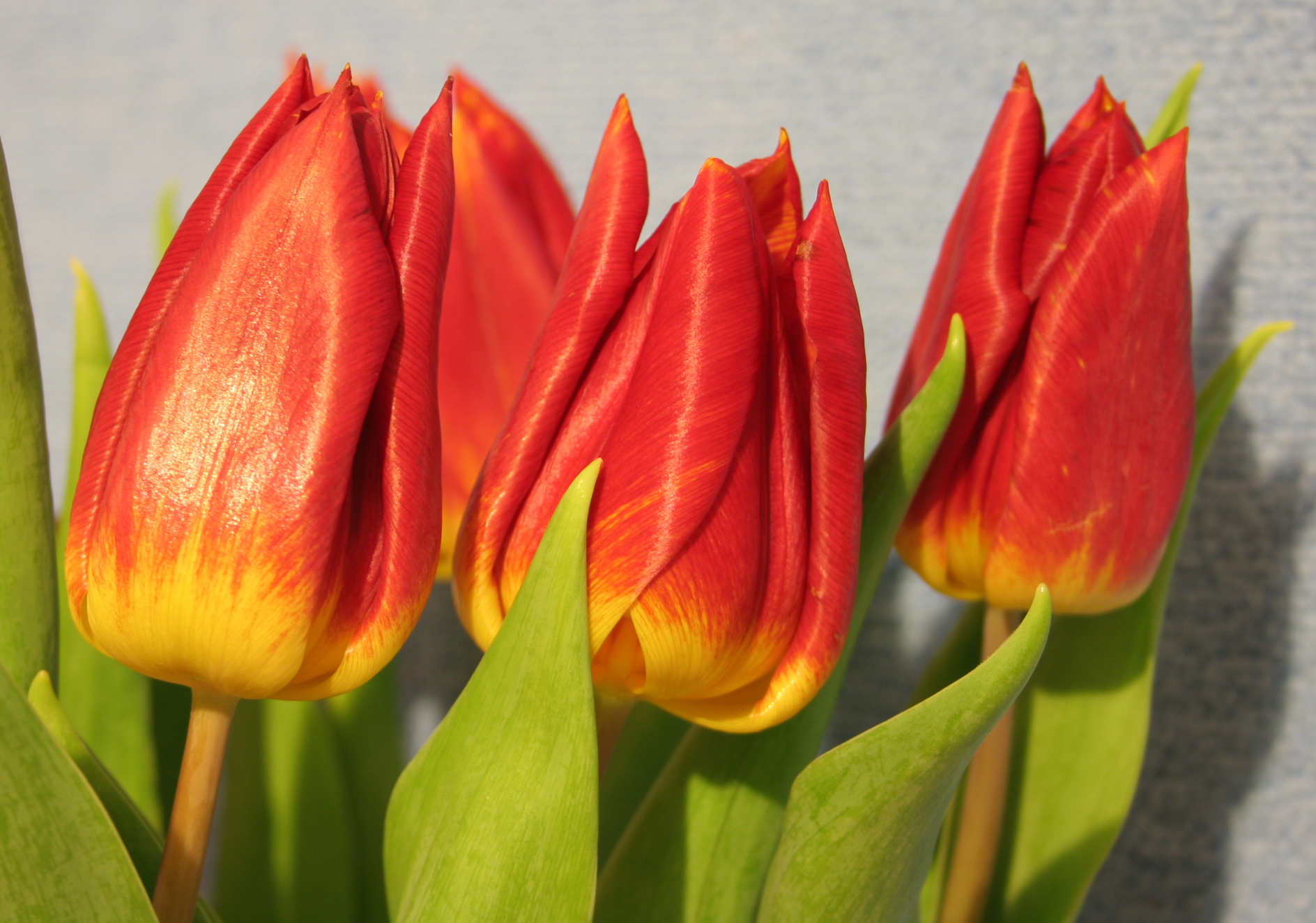
До
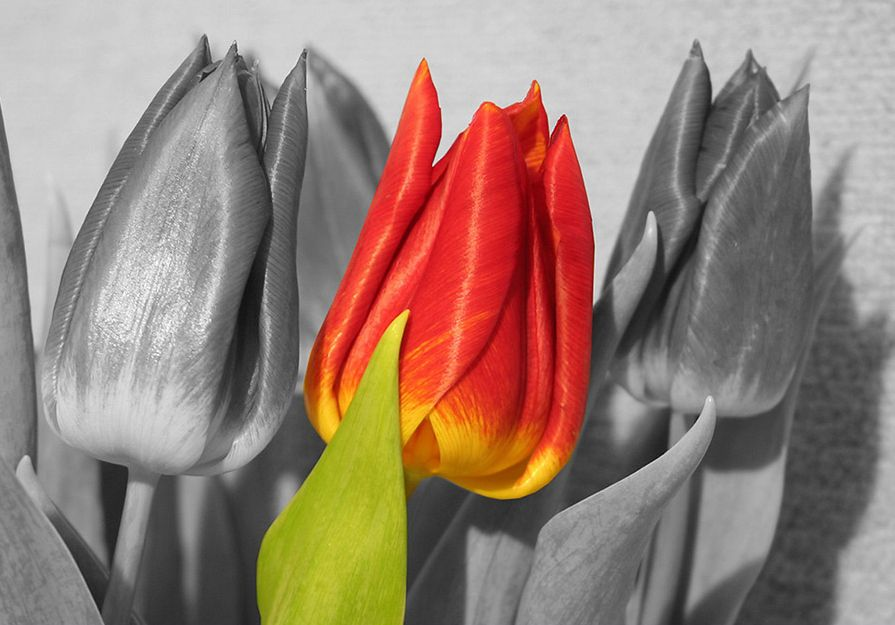
Після